# Paljina
Paljina (en serbe cyrillique : Паљина) est un village de Serbie situé dans la municipalité de Crveni krst et sur le territoire de la ville de Niš, district de Nišava. Au recensement de 2011, il comptait 233 habitants.
Paljina est également connue sous le nom de Gornja Paljina.

## Démographie
| 1948 | 1953 | 1961 | 1971 | 1981 | 1991 | 2002 | 2011 |
| ---- | ---- | ---- | ---- | ---- | ---- | ---- | ---- |
| 654  | 639  | 628  | 472  | 384  | 335  | 272  | 233  |

|  |